# Soso Liparteliani
Soso Liparteliani (né le 3 février 1971) est un judoka géorgien. Il participe aux Jeux olympiques d'été de 1996 dans la catégorie des poids moyens et remporte la médaille de bronze. Lors des Championnats d'Europe de 1993 à Athènes, il remporte la médaille d'argent.

## Palmarès

### Jeux olympiques
- Jeux olympiques de 1996 à Atlanta,  États-Unis
  -  Médaille de bronze.